# Stazione di Fiumicino
La stazione di Fiumicino fu una stazione ferroviaria situata nel comune di Fiumicino (fino al 1992 frazione del comune di Roma). Dal 1990 fino alla sua dismissione fu nota come Fiumicino Città.

## Storia
Aperta il 6 maggio 1878, la stazione ha svolto sin dall'inizio la funzione di capolinea per il servizio viaggiatori della linea per Roma e di punto di collegamento con il porto fluviale mediante una breve linea di raccordo che terminava con uno scalo merci (denominato Fiumicino Porto Canale).
Il 14 novembre 1938 venne attivato l'esercizio a trazione elettrica, con linea aerea alla tensione di 3000 V.
A partire dal 1990, con l’apertura della diramazione verso l’aeroporto di Fiumicino e, successivamente, con l’introduzione nel 1994 del servizio metropolitano FL1 lungo l’intera tratta, la stazione mantenne il ruolo di capolinea, perdendo rilevanza a seguito dell’attestamento della maggior parte dei treni sulla nuova stazione di Fiumicino Aeroporto e arrivando a essere servita con cadenza oraria.
Il 30 gennaio 2000, con il cambio di orario, fu sospeso il servizio dalla stazione fino al bivio con la linea di raccordo per l'aeroporto: dopo aver ventilato l'ipotesi di ricostruire l'impianto in una posizione più arretrata rispetto all'ubicazione originaria, nel 2002 ne fu soppresso definitivamente il servizio mentre, di lì a qualche anno, la stazione sarà demolita per la costruzione di alcuni edifici di edilizia privata.
A parziale compensazione e a supporto del territorio comunale, nel 2005 è stata attivata la stazione di Parco Leonardo, che, sebbene situata a circa 2,5 km dal vecchio bivio Porto, ha contribuito a ridurre la distanza tra l’abitato e la linea ferroviaria principale.